# オイゲン・シュミット
オイゲン・シュミット（Eugen Stahl Schmidt、1862年2月17日 - 1931年10月7日）は、デンマークの元陸上競技選手、射撃選手、及び綱引き競技の選手である。彼は1900年に開催された1900年パリオリンピックの綱引き競技において、デンマークとスウェーデンの混合チームの一員として金メダルを獲得した。

## 経歴
オイゲン・シュミットは、1862年にコペンハーゲンで生まれた。
彼は、1896年アテネオリンピックと1900年パリオリンピックで、陸上競技、射撃競技、綱引き競技の合わせて3種類の競技に参加し、そのうちパリオリンピックでは、綱引き競技で金メダルを獲得している。
パリオリンピックでの綱引き競技は、ブローニュの森を会場として、7月16日に開催された。
3回戦で行われた競技は、最初の2回のみで勝負が決した。金メダルを獲得した当時、シュミットは38歳になっていた。
シュミットは1931年に、ユトランド半島にある都市オールボーで没した。

## オリンピックでの成績
| 年   | 大会                     | 場所               | 種目                   | 結果        | 記録 |
| ---- | ------------------------ | ------------------ | ---------------------- | ----------- | ---- |
| 1896 | 1896年アテネオリンピック | アテネ（ギリシャ） | 100m走                 | 1次予選敗退 |      |
| 1896 | 1896年アテネオリンピック | アテネ（ギリシャ） | ミリタリーライフル200m | 12位タイ    |      |
| 1900 | 1900年パリオリンピック   | パリ（フランス）   | 綱引き                 | 1位         |      |